# Naučná stezka Údolím Doubravy
Údolím Doubravy je naučná stezka, která vede údolím Doubravy od Horního Sokolovce až k Bílku. Její délka je cca 4,5 km a na cestě se nachází 11 zastavení. K jejímu otevření došlo v roce 1993.

## Vedení trasy
Trasa začíná u samoty Horní Mlýn, odkud pokračuje po červeně značené trase 0453, kterou po celou dobu kopíruje. Proti proudu Doubravy míří nejprve k osadě Točitý Vír, následně skalním údolím pod Čertův stolek a Sokolohrady se zbytky hradu Sokolov. Stezka dále pokračuje po pravém břehu řeky, okolo Veselé skály a pod železniční tratí k Bílku, před nímž po mostě vede přes Doubravu.

## Zastavení
- Voda a její význam v krajině
- Ostrov
- Kamenný potok
- Lesní společenstva
- Údolní niva
- Kamenné moře
- Čertův stolek
- Sokolohrad
- Koryto
- Mikšova jáma
- Lom